# Tung Wan
Tung Wan (kinesiska: 長洲東灣泳灘) är en vik i Hongkong (Kina). Den ligger i den västra delen av Hongkong. Tung Wan ligger på ön Cheung Chau.